# Piedicroce
Piedicroce is een gemeente in het Franse departement Haute-Corse (regio Corsica) De gemeente telde 128 inwoners in 2004. De gemeente maakt deel uit van het arrondissement Corte en ligt in de streek Castagniccia. In de gemeente liggen twee dorpen: het dorp Pedicroce zelf en het kleinere dorp A Pastureccia d'Orezza. Verder is er nog het gehucht Fontana en de ruïnes van het klooster van Orezza. Orezza was vroeger een "pievi", een oude Corsicaanse bestuurlijke eenheid, en bestaat vandaag uit een vijftiental gemeentes. Piedicroce was de vroegere hoofdplaats van Orezza.

## Geografie
De oppervlakte van Piedicroce bedraagt 3,3 km², de bevolkingsdichtheid is 38,8 inwoners per km². 
Het dorp Pedicroce en de overblijfselen van het klooster liggen vandaag aan de departementale weg D71. Vanuit Pedicroce, op een hoogte van ongeveer 630 meter, stijgt de D71 in het noorden naar de Bocca di u Pratu (985 m), Morosaglia en de pievi Rustinu. Ook is La Porta te bereiken via deze weg, via een afsplitsing vóór de Bocca di u Pratu. Naar het zuiden stijgt de D71 in de richting van de Col d'Arcarota (820 m) en de Alisgiani. Vanuit Pedicroce vertrekt de D506 naar de bodem van de vallei van de Fium Alto en (verderop) naar de kust.

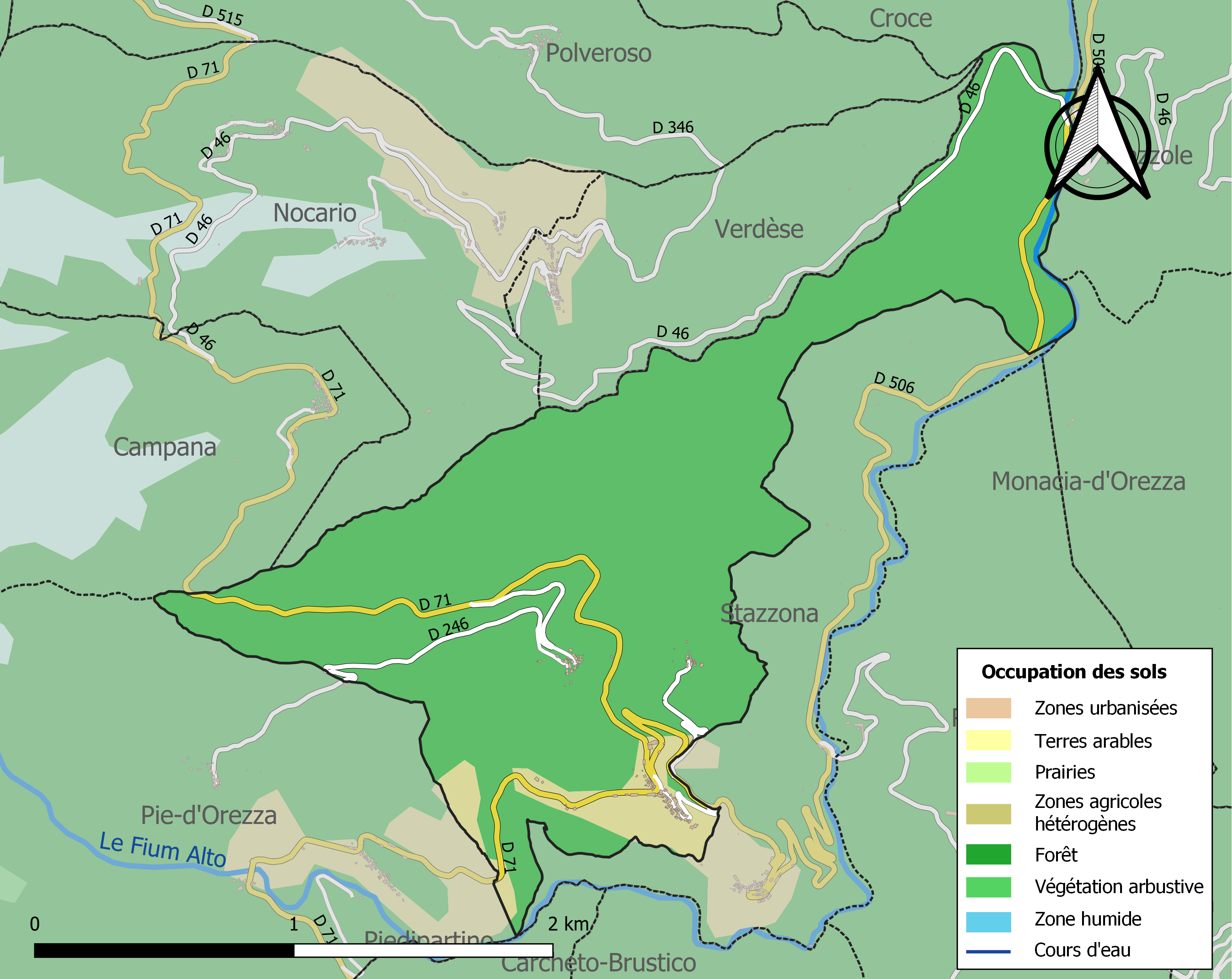
Kaart van de gemeente met de belangrijkste infrastructuur, bodemgebruik en omliggende gemeenten

## Demografie
Onderstaande figuur toont het verloop van het inwonertal (bron: INSEE-tellingen).

Vanwege een beveiligingsprobleem met de MediaWiki Graph-software is het momenteel niet mogelijk deze grafiek weer te geven. Zodra de software is bijgewerkt zal de grafiek vanzelf weer zichtbaar worden.